# Make Me Smile
Make Me Smile is een nummer van de Amerikaanse band Chicago uit 1970. Het is de eerste single van hun tweede studioalbum Chicago II.
"Make Me Smile" betekende de doorbraak voor Chicago in Amerika. In de Amerikaanse Billboard Hot 100 haalde het de 9e positie. Het succes van het nummer waaide ook over naar Nederland. Het haalde een bescheiden 21e positie in de Nederlandse Top 40. 